# 野田合戦
野田合戦（のだかっせん）とは垣屋氏と田結庄氏の戦いである。
（元亀元年）1570年に毛利氏派の垣屋続成が織田氏派の田結庄是義に殺されるという事件が起きている。（天正3年）1575年、是義が外出した隙を狙った垣屋続成の子の光成が、一門の豊岡城主垣屋豊続に加勢を受け、是義の出城海老手城を攻めたが、海老手城主、栗坂主水は養寿院に参拝しており、城はがら空きですぐ落城した。垣屋軍は攻勢を強め、養寿院を焼き払い、田結庄方の宮井城に攻め寄せた。宮井城主の篠部伊賀守は、垣屋軍に降った。
垣屋軍の攻撃から逃げ延びた栗坂主水は、すぐに鶴城に赴き、是義に報告すると、是義は大いに驚き、海老手城を取り返す様、一門の将兵500を集め、海老手城に向かった。だが家老の上山平左衛門、その子平蔵が、垣屋豊続の軍500に阻止され、野田で大激戦となったが、上山親子は討ち死に。野田は湿地帯のため、小さなわらじをつけた垣屋軍に分があったという。垣屋軍によって小田井神社も焼き払われた。垣屋軍の別働隊の追撃もあり、田結庄軍で鶴城に帰還した兵わずか16名であったという。追いつめられた是義は、家臣と菩提寺正福寺で自害した。
光成は続成の仇をとったことになった。そして轟城から鶴城に本居を移した。この戦いで、織田氏派の楽々前城主、垣屋播磨守らは田結庄氏を支援しており、垣屋氏は毛利氏派と織田氏派に分裂し、対立は深刻化した。